# Pueblo tacana
Los tacanas, takanas o totanas son un pueblo indígena originario de la Amazonía de Bolivia. Viven en las regiones de Ixiamas, Tumupasa y San Buenaventura, de la provincia de Iturralde, en el departamento de La Paz; también se encuentran diseminados por los ríos Beni, Madre de Dios y Orthon, en el departamento del Beni y el de Pando. Pertenecen a la familia sociolingüística tacana. Actualmente enfrentan amenazas a su territorio.
La población que se autoidentificó como takana en el censo boliviano de 2001 fue de 3454 personas. Este número aumentó a 18 535 en el censo de 2012. Según el censo de la Confederación Nacional de Nacionalidades Indígenas y Originarias de Bolivia (Conniob) realizado en 2004, su población era de 8.380 personas.

## Antecedentes y organización social
Durante el proceso de expansión de los incas hacia parte de las tierras bajas en el actual Perú y las pocas incursiones en la actual Bolivia, los tacanas fueron contactados en el río Beni y sus vecindades, estableciéndose con ellos relaciones de carácter. Alrededor del año 1680,  los franciscanos  ingresaron a la región, y  a partir de 1731 estos religiosos iniciaron la fundación de una serie de misiones, logrando reducir a los tacanas. 
Durante gran parte del siglo XIX y principios del siglo XX, los tacanas sufrieron significativas movilizaciones forzadas, debido a la explotación del árbol medicinal del cual se extrae la quina, y  durante la fiebre del caucho.
La descendencia y la herencia se rigen patrilinealmente; la residencia puede ser con uno u otro de los suegros o en una casa independiente, formando así una familia nuclear de corte occidental.

## Artesanías Tacana
La artesanía tacana abarca una variedad de elaboraciones, Estas obras vienen desde bolsos, instrumentos musicales, entre otros. Elaborados a base de materia prima de la naturaleza proveniente del lugar, de los cuales salen bolsos también conocidos como maricos, cestas hechas con hojas de palma, collares, muebles, utensilios, etc.
El Pueblo Tacana y sus técnicas artesanales desde tiempos ancestrales, estas técnicas son amplias y diferentes por la utilización de semillas, hojas, mitimora (liana) caito (hilo de algodón) diferentes maderas, arcilla
Las artesanías del pueblo tacana son productos de origen cultural y de los usos y costumbres. Sus usos se destinan , dependiendo las necesidades , pueden ser variadas:,domésticos ,religiosos , ceremonial ,o como implementos de trabajo .

## Territorio
En Bolivia habitan los territorios comunitarios de origen, TCO, Tacana I, Tacana II y Tacana III.

## Amenazas
- Expansión de la frontera agrícola, con el crecimiento de cultivos como la caña.[6]
- Incendios forestales.[7]
- Avasallamiento de tierra.
- Explotación ilegal de la madera.[8]
- Minería ilegal.[8]

## Organización política

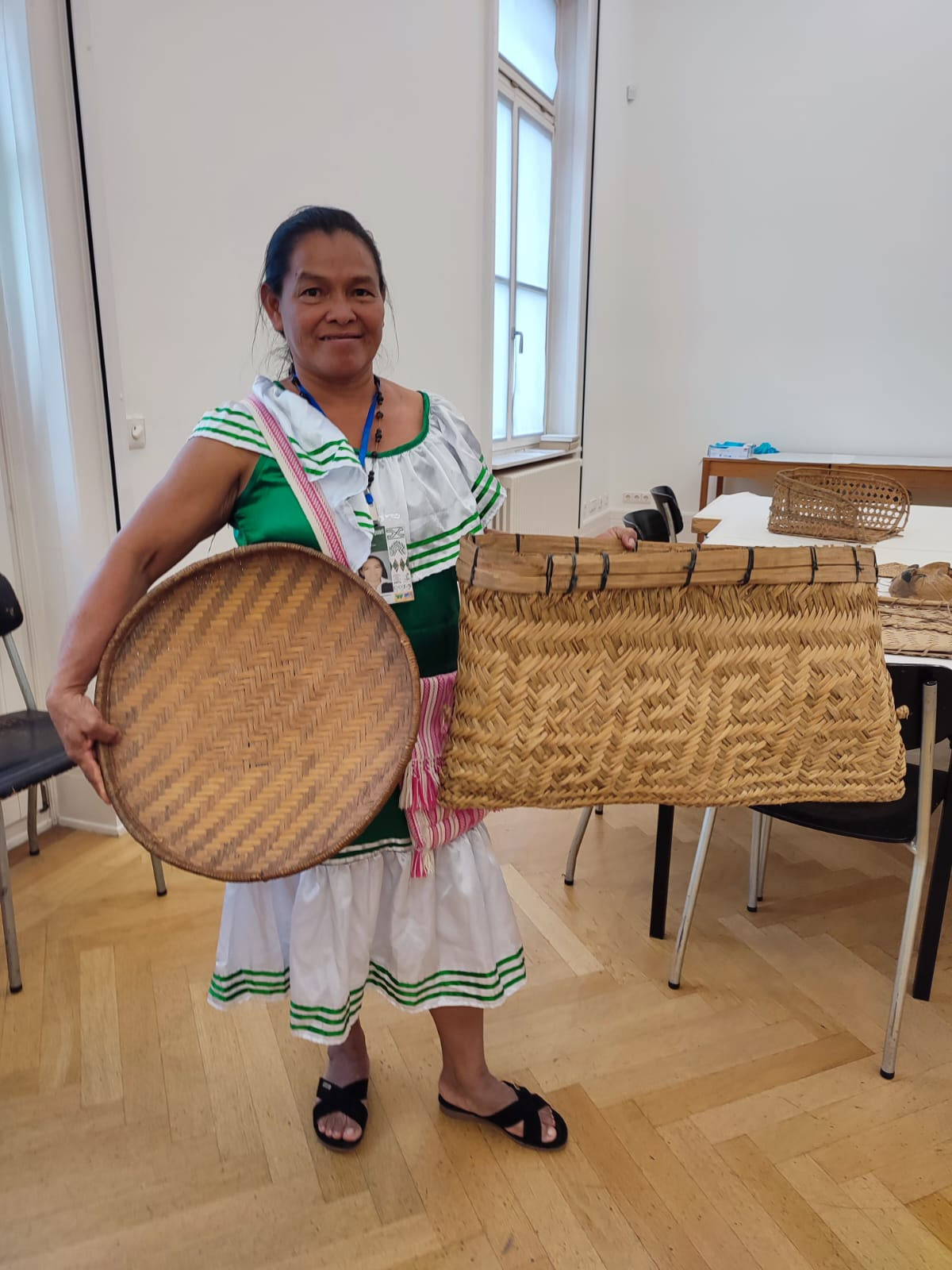
Mujer tacana mostrando una canasta tradicional

La organización sociopolítica de los Tacana conserva aún, aunque de forma refuncionalizada, el sistema de autoridades políticas que implantaron los franciscanos: Corregidor, cacique, policía, etc. Los Tacana de la provincia Iturralde (La Paz) han creado el Consejo Indígena del Pueblo Tacana (CIPTA), organismo que agrupa 23 poblaciones y que a su vez se encuentra afiliado a la Central de Pueblos Indígenas de La Paz (CPILAP), la que a su vez está vinculada orgánicamente con la Confederación de Pueblos Indígenas del Oriente Boliviano (CIDOB). Algunas comunidades Tacana de la Amazonía Norte (de Pando y Beni), a su vez, han formado la Organización Indígena Tacana (OITA), afiliada a CIRABO y, por ende, al CIDOB. Otras comunidades Tacanas de Pando han creado la CIPOAP. Las mujeres tacana se encuentran afiliadas al Consejo Indígena de Mujeres Tacana (CIMTA) creado en 1996.

## Organización económica

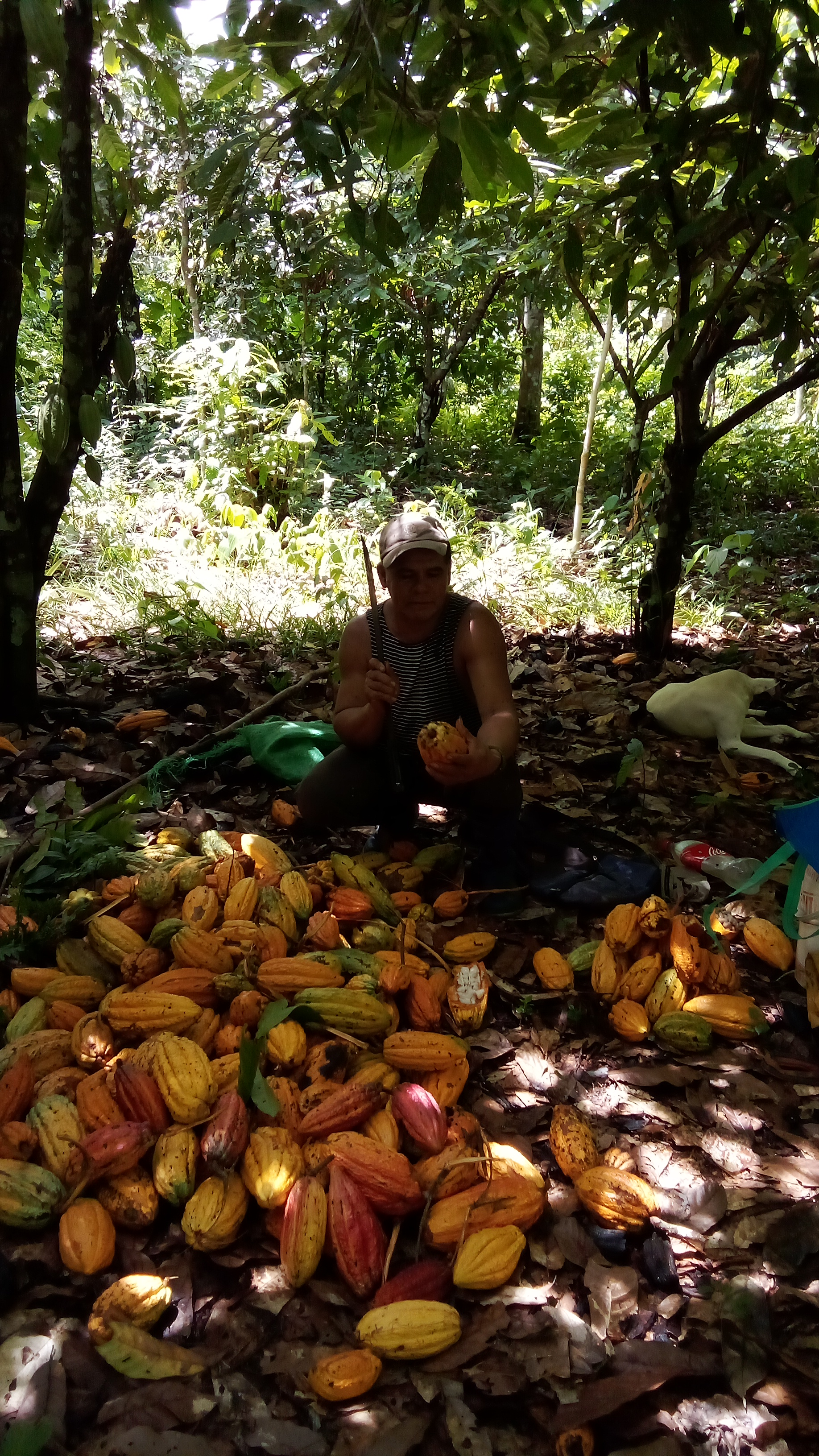
Cosecha de cacao en Tumupasa, territorio tacana.

Sus actividades económicas giran en torno a la agricultura, la caza, la pesca, la recolección y la artesanía. Entre los productos textiles elaborados por las mujeres tacana se encuentra el marico, bolsos actualmente confeccionados con hilo de algodón.
La agricultura es la actividad predominante entre los Tacana. El proceso agrícola consiste en que en cada unidad productiva (compuesta por una o dos familias) ellos cultivan 1ha. de arroz, 1ha. de maíz, 1/2 ha. de plátano y 1/4 ha. de yuca. Alguna pequeña cantidad de productos, que no necesariamente es un excedente, en el sentido estricto del término, está destinada a la comercialización, de donde provendrán los recursos para la adquisición de alimentos complementarios u otros rubros. Anteriormente, la principal actividad económica venía de la producción de goma y caucho.

## Simbolismo
Las creencias y prácticas religiosas tradicionales aún continúan ejerciendo una influencia muy importante en la vida cotidiana de los Tacana. Los chamanes celebran las ceremonias tradicionales, en fechas claves del calendario agrícola. Los "baba ecuai" o "tata janana" (sabios curanderos), no solamente son curanderos, sino también guardianes del bienestar de la comunidad y del universo. Las ceremonias en las que participan los curanderos, se realizan en casas de culto secretas, en la selva. En algunas comunidades Tacana de Pando, el curandero es conocido con el nombre de "Baba Cuana".